# Обични смрчак
Обични смрчак (Morchella vulgaris) врста је јестиве гљиве, која расте крај топола и јасена у трави, на глиненом и још важније пјешчаном тлу, дуж путева с расутим туцаником, по обалама текућица, у каменоломима, на градилиштима, при отпацима са целулозом, с воћњацима, у насадима артичока, у виноградима итд.